# Funzione cubica

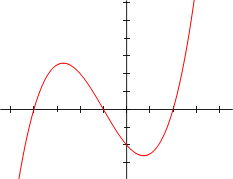
Polinomio di terzo grado

In matematica per funzione cubica si intende una funzione data da un'espressione della forma
{\displaystyle f(x)=ax^{3}+bx^{2}+cx+d,}
dove a è un numero reale o complesso diverso da zero; in altre parole una funzione cubica è una funzione data da un polinomio di terzo grado. La derivata di una funzione cubica è una funzione quadratica, mentre l'integrale indefinito di una funzione cubica è una funzione di quarto grado.

## Derivata e punti critici
La derivata della funzione cubica, {\displaystyle f'(x)=3ax^{2}+2bx+c} e la richiesta {\displaystyle f'(x)=0} implicano 
{\displaystyle x={\frac {-b\pm {\sqrt {b^{2}-3ac\ }}}{3a}}} .
Questa espressione simile alla formula per la soluzione dell'equazione quadratica, può essere usata per trovare i punti critici di una funzione cubica. Si trova quindi che
se {\displaystyle b^{2}-3ac>0\,}, allora la funzione cubica ha due punti critici, un massimo locale e un minimo locale;
se {\displaystyle b^{2}-3ac<0}, allora non vi sono punti critici.
se {\displaystyle b^{2}-3ac=0}, allora non vi sono estremanti, ma vi è un punto di flesso in {\displaystyle -b/3a}

## Cubiche bipartite
La curva di equazione 
{\displaystyle y^{2}=x(x-a)(x-b)} dove {\displaystyle 0<a<b}
viene chiamata cubica bipartita. Essa si incontra nella teoria delle curve ellittiche.
Si può ottenere il suo grafico con qualche strumento per la raffigurazione delle funzioni reali applicato alla funzione
{\displaystyle g(x)={\sqrt {x(x-a)(x-b)}}}
corrispondente alla metà superiore della cubica bipartita. Essa è definita nell'insieme dell'asse reale
{\displaystyle (0,a)\cup (b,+\infty ).}

## Formula per le radici
La formula generale che consente di trovare i valori esatti delle radici delle funzioni cubiche è piuttosto complicata. Quindi può essere opportuno servirsi in alternativa del test della radice razionale o ricercare una soluzione numerica.
Riferiamoci alle costanti che compaiono nell'espressione 
{\displaystyle f(x)=ax^{3}+bx^{2}+cx+d=a(x-x_{1})(x-x_{2})(x-x_{3})}
Valutiamo 
{\displaystyle q={\frac {3ac-b^{2}}{9a^{2}}}} e
{\displaystyle r={\frac {9abc-27a^{2}d-2b^{3}}{54a^{3}}}}
e successivamente 
{\displaystyle s={\sqrt[{3}]{{\frac {r}{2}}+{\sqrt {{\frac {q^{3}}{27}}+{\frac {r^{2}}{4}}}}}}} e
{\displaystyle t={\sqrt[{3}]{{\frac {r}{2}}-{\sqrt {{\frac {q^{3}}{27}}+{\frac {r^{2}}{4}}}}}}} .
Le soluzioni sono date da
{\displaystyle x_{1}=s+t-{\frac {b}{3}}}
{\displaystyle x_{2}=-{\frac {1}{2}}(s+t)-{\frac {b}{3}}+{\frac {\sqrt {3}}{2}}(s-t)i}
{\displaystyle x_{3}=-{\frac {1}{2}}(s+t)-{\frac {b}{3}}-{\frac {\sqrt {3}}{2}}(s-t)i}